# Петропавловка (Міякинський район)
Петропа́вловка (рос. Петропавловка, башк. Петропавловка) — присілок у складі Міякинського району Башкортостану, Росія. Входить до складу Качегановської сільської ради.
Населення — 46 осіб (2010; 75 в 2002).
Національний склад:
- росіяни — 75%